# Bahnstrecke Bad Pirawarth–Dobermannsdorf
| Streckenabschnitt in Klein-Harras |                      |                                                      |                                                      |
| Streckenlänge: | 29,595 km            |                                                      |                                                      |
| Spurweite: | 1435 mm (Normalspur) |                                                      |                                                      |
| |                      |                                                      |                                                      |
| \| \| \| von Gänserndorf \| \| \| \| 0,000 \| Bad Pirawarth (ehemals Pirawarth) \| Bad Pirawarth (ehemals Pirawarth) \| \| \| \| nach Mistelbach \| \| \| \| 2,660 \| Klein Harras \| Klein Harras \| \| \| 4,864 \| Hohenruppersdorf \| Hohenruppersdorf \| \| \| 5,009 \| Anschlussbahn (Awanst) RWA Raiffeisen Ware Austria \| Anschlussbahn (Awanst) RWA Raiffeisen Ware Austria \| \| \| \| Sulzbach \| \| \| \| 8,640 \| Anschlussbahn (Awanst) RWA Raiffeisen Ware Austria \| Anschlussbahn (Awanst) RWA Raiffeisen Ware Austria \| \| \| 8,791 \| Sulz Museumsdorf (ehemals Sulz-Nexing) \| Sulz Museumsdorf (ehemals Sulz-Nexing) \| \| \| 9,129 \| \| \| \| \| 13,996 \| Loidesthal (ehemals Loidesthal-Blumenthal) \| Loidesthal (ehemals Loidesthal-Blumenthal) \| \| \| \| Loidesthaler Bach \| \| \| \| \| Groß-Inzersdorfer Bach \| \| \| \| 17,483 \| Groß Inzersdorf (ehemals Groß Inzersdorf-Gaiselberg) \| Groß Inzersdorf (ehemals Groß Inzersdorf-Gaiselberg) \| \| \| 20,300 \| Zistersdorf Stadt \| Zistersdorf Stadt \| \| \| 20,709 \| Zistersdorf \| Zistersdorf \| \| \| \| nach Drösing \| \| \| \| 22,100 \| Gösting \| Gösting \| \| \| 24,200 \| Am Steinberg \| Am Steinberg \| \| \| 27,217 \| Palterndorf \| Palterndorf \| \| \| \| von Korneuburg \| \| \| \| 29,595 \| Dobermannsdorf \| Dobermannsdorf \| \| \| \| nach Hohenau \| \| \| \| \| nach Poysdorf \| \| |                      |                                                      |                                                      |
| Strecke |                      | von Gänserndorf                                      | von Gänserndorf                                      |
| Bahnhof | 0,000                | Bad Pirawarth (ehemals Pirawarth)                    | Bad Pirawarth (ehemals Pirawarth)                    |
| Abzweig geradeaus und ehemals nach links |                      | nach Mistelbach                                      | nach Mistelbach                                      |
| Haltepunkt / Haltestelle | 2,660                | Klein Harras                                         | Klein Harras                                         |
| Bahnhof | 4,864                | Hohenruppersdorf                                     | Hohenruppersdorf                                     |
| Abzweig geradeaus und von links | 5,009                | Anschlussbahn (Awanst) RWA Raiffeisen Ware Austria   | Anschlussbahn (Awanst) RWA Raiffeisen Ware Austria   |
| Brücke über Wasserlauf |                      | Sulzbach                                             | Sulzbach                                             |
| Abzweig geradeaus und nach rechts | 8,640                | Anschlussbahn (Awanst) RWA Raiffeisen Ware Austria   | Anschlussbahn (Awanst) RWA Raiffeisen Ware Austria   |
| Bahnhof | 8,791                | Sulz Museumsdorf (ehemals Sulz-Nexing)               | Sulz Museumsdorf (ehemals Sulz-Nexing)               |
| | 9,129                |                                                      |                                                      |
| Haltepunkt / Haltestelle (Strecke außer Betrieb) | 13,996               | Loidesthal (ehemals Loidesthal-Blumenthal)           | Loidesthal (ehemals Loidesthal-Blumenthal)           |
| Brücke über Wasserlauf (Strecke außer Betrieb) |                      | Loidesthaler Bach                                    | Loidesthaler Bach                                    |
| Brücke über Wasserlauf (Strecke außer Betrieb) |                      | Groß-Inzersdorfer Bach                               | Groß-Inzersdorfer Bach                               |
| Haltepunkt / Haltestelle (Strecke außer Betrieb) | 17,483               | Groß Inzersdorf (ehemals Groß Inzersdorf-Gaiselberg) | Groß Inzersdorf (ehemals Groß Inzersdorf-Gaiselberg) |
| Haltepunkt / Haltestelle (Strecke außer Betrieb) | 20,300               | Zistersdorf Stadt                                    | Zistersdorf Stadt                                    |
| Bahnhof (Strecke außer Betrieb) | 20,709               | Zistersdorf                                          | Zistersdorf                                          |
| Abzweig geradeaus und nach rechts (Strecke außer Betrieb) |                      | nach Drösing                                         | nach Drösing                                         |
| Haltepunkt / Haltestelle (Strecke außer Betrieb) | 22,100               | Gösting                                              | Gösting                                              |
| Haltepunkt / Haltestelle (Strecke außer Betrieb) | 24,200               | Am Steinberg                                         | Am Steinberg                                         |
| Haltepunkt / Haltestelle (Strecke außer Betrieb) | 27,217               | Palterndorf                                          | Palterndorf                                          |
| Abzweig ehemals geradeaus und von links |                      | von Korneuburg                                       | von Korneuburg                                       |
| Dienststation / Betriebs- oder Güterbahnhof | 29,595               | Dobermannsdorf                                       | Dobermannsdorf                                       |
| Abzweig ehemals geradeaus und nach rechts |                      | nach Hohenau                                         | nach Hohenau                                         |
| Strecke (außer Betrieb) |                      | nach Poysdorf                                        | nach Poysdorf                                        |

Die Bahnstrecke Bad Pirawarth–Dobermannsdorf war eine eingleisige, nicht elektrifizierte und von den Österreichischen Bundesbahnen (ÖBB) betriebene Lokalbahn im niederösterreichischen Weinviertel. Die 29,595 Kilometer lange Strecke führte von Bad Pirawarth nach Dobermannsdorf und galt als Fortsetzung der Stammersdorfer Lokalbahn.

## Geschichte
Mit Urkunde vom 6. Jänner 1908 wurde der Aktiengesellschaft Lokalbahn Stammersdorf-Auersthal die Konzession zum Bau und Betrieb der Strecke erteilt. Am 14. August 1909 wurde der Abschnitt Zistersdorf–Dobermannsdorf eröffnet, am 15. Juli 1911 folgte der Abschnitt Bad Pirawarth–Zistersdorf. Den Betrieb führten von Anfang an die Niederösterreichischen Landesbahnen, rückwirkend zum 1. Jänner 1921 schließlich die Österreichischen Bundesbahnen.
Im Mai 1988 wurde, einschließlich mehrerer anderer Lokalbahnen im Weinviertel, der Abschnitt Hohenruppersdorf – Dobermannsdorf eingestellt, 2004 der Abschnitt Hohenruppersdorf – Sulz Museumsdorf, ehemals Sulz-Nexing, jedoch wieder in Betrieb genommen. Mit dem Fahrplanwechsel vom 12. Dezember 2010 wurde das Teilstück Bad Pirawarth – Sulz Museumsdorf wieder eingestellt. Im Jahr 2022 sind die Gleisanlagen rund um den Bahnhof Zistersdorf entfernt worden.

### Museumsbahn
Der Abschnitt Bad Pirawarth – Sulz-Nexing wurde im Jahr 2017 von der „K. K. Museumsbahn Weinviertel“ erworben und für Sonderfahrten reaktiviert.
Am 1. August 2021 wurde im besagten Abschnitt der regelmäßige Nostalgieverkehr unter Führung des Eisenbahnmuseums Strasshof aufgenommen. An Samstagen, Sonn- und Feiertagen verkehrten drei Zugpaare, mit einer Diesellokomotive und zweiachsigen Personenwagen. Nach Abschluss der Saison 2022 wurde der Nostalgieverkehr im Folgejahr aufgrund fehlender behördlicher Genehmigungen nicht mehr weitergeführt.

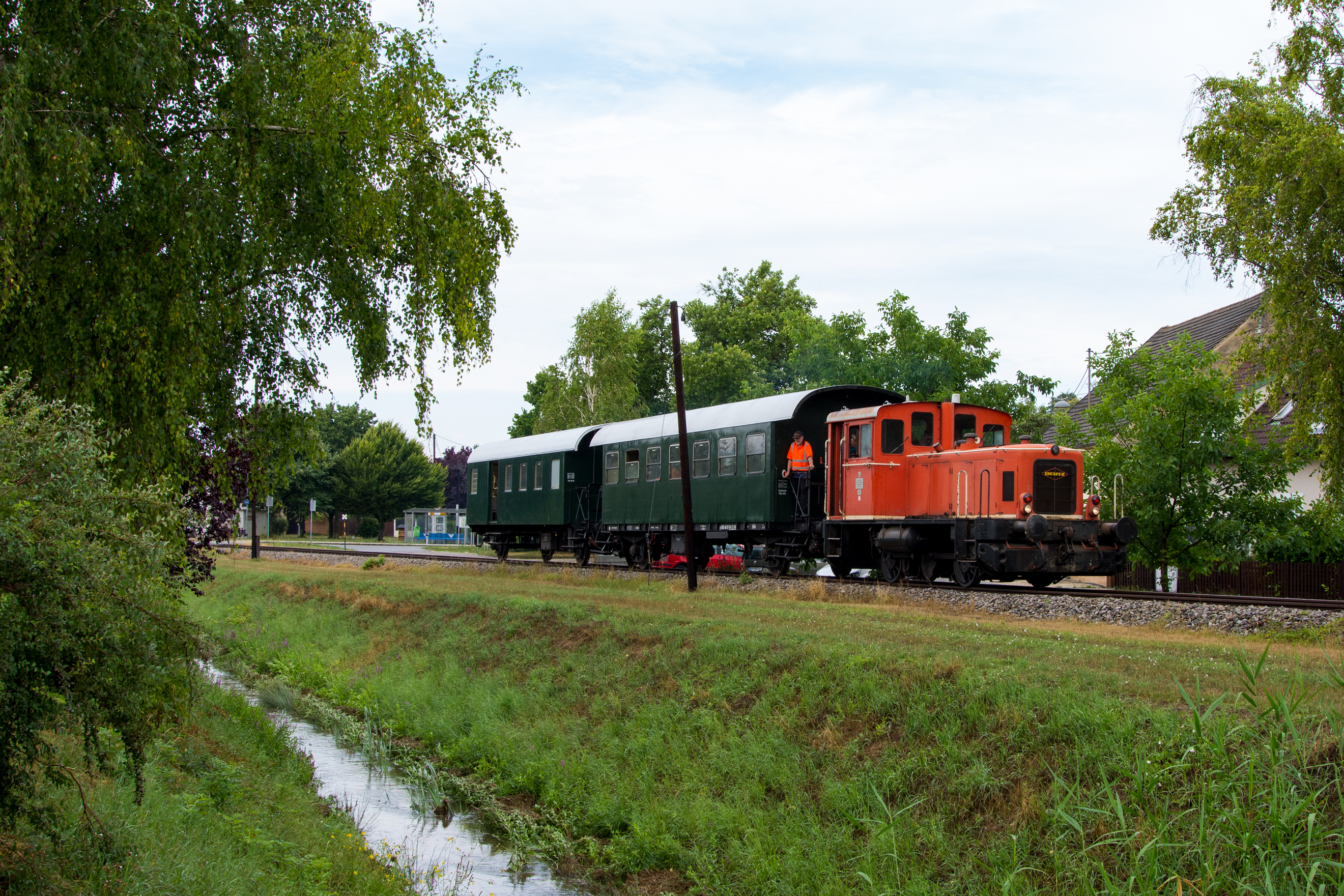
Nostalgiezug in Klein-Harras (2021)
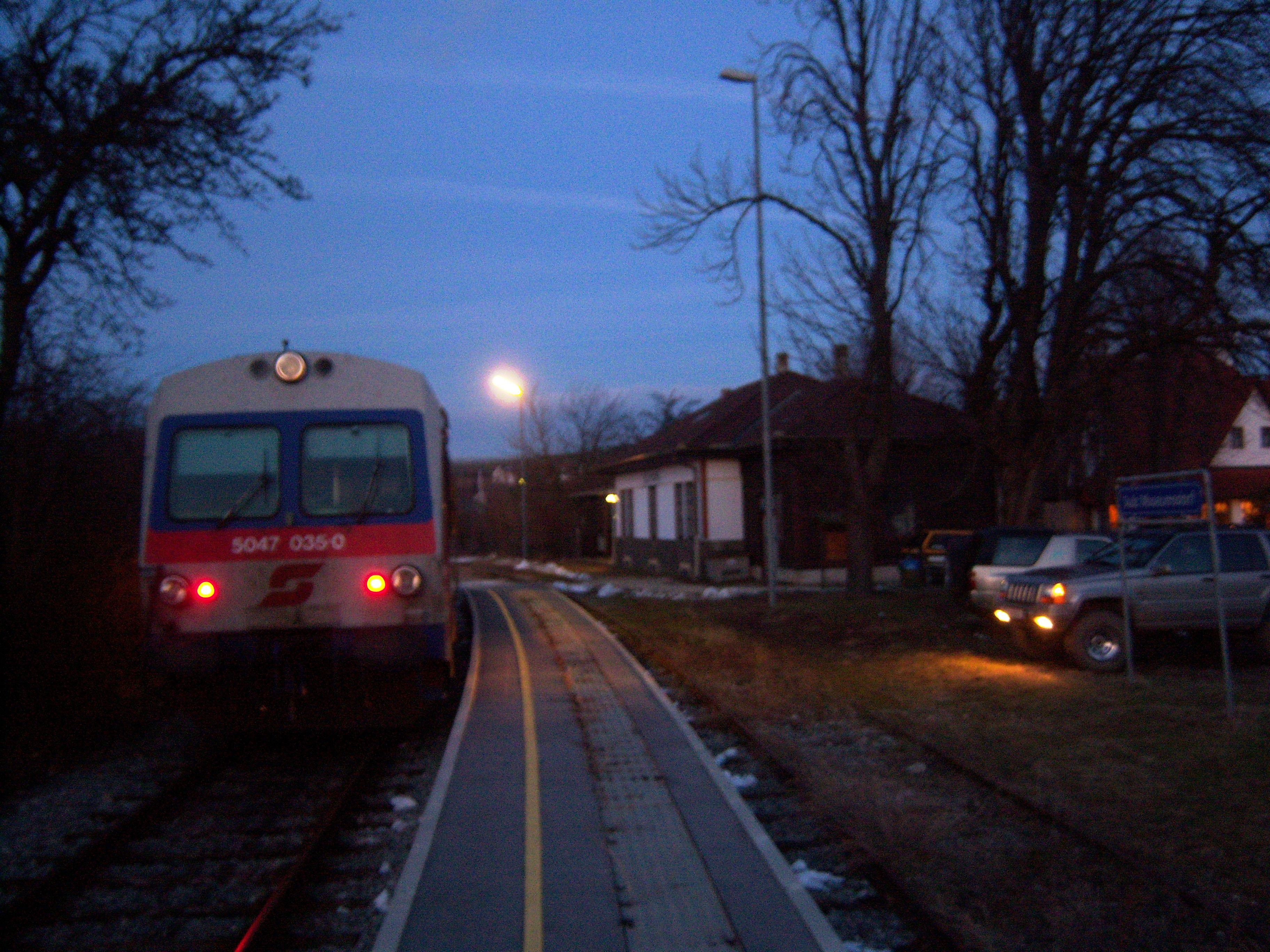
Endstelle bis 11. Dezember 2010: Sulz Museumsdorf
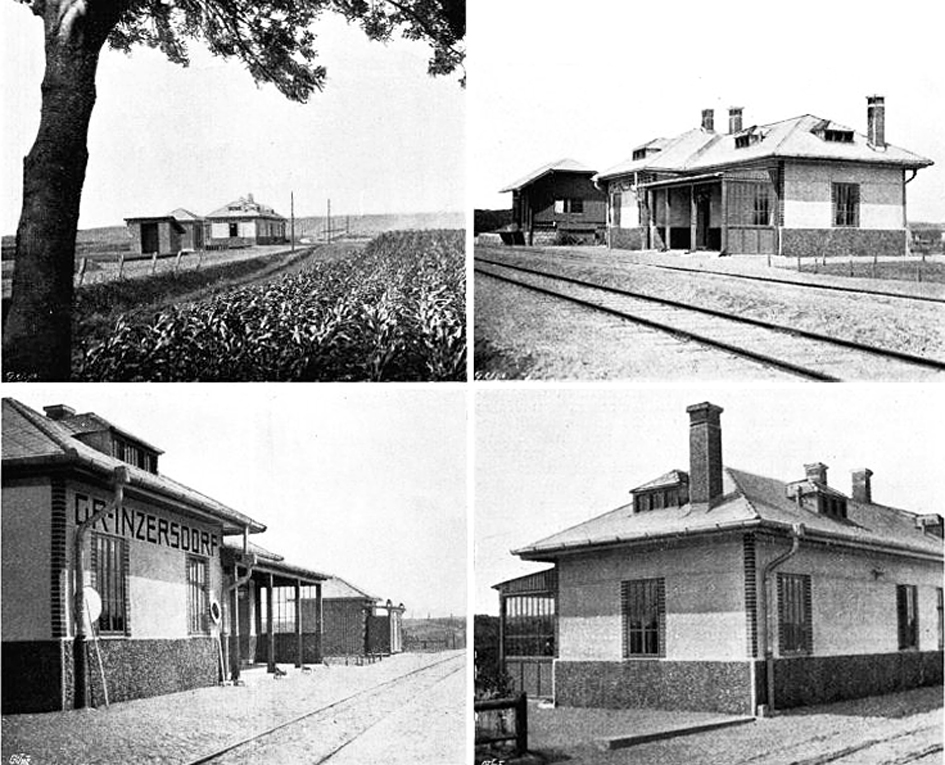
Stationsgebäude Groß Inzersdorf (1910/11)
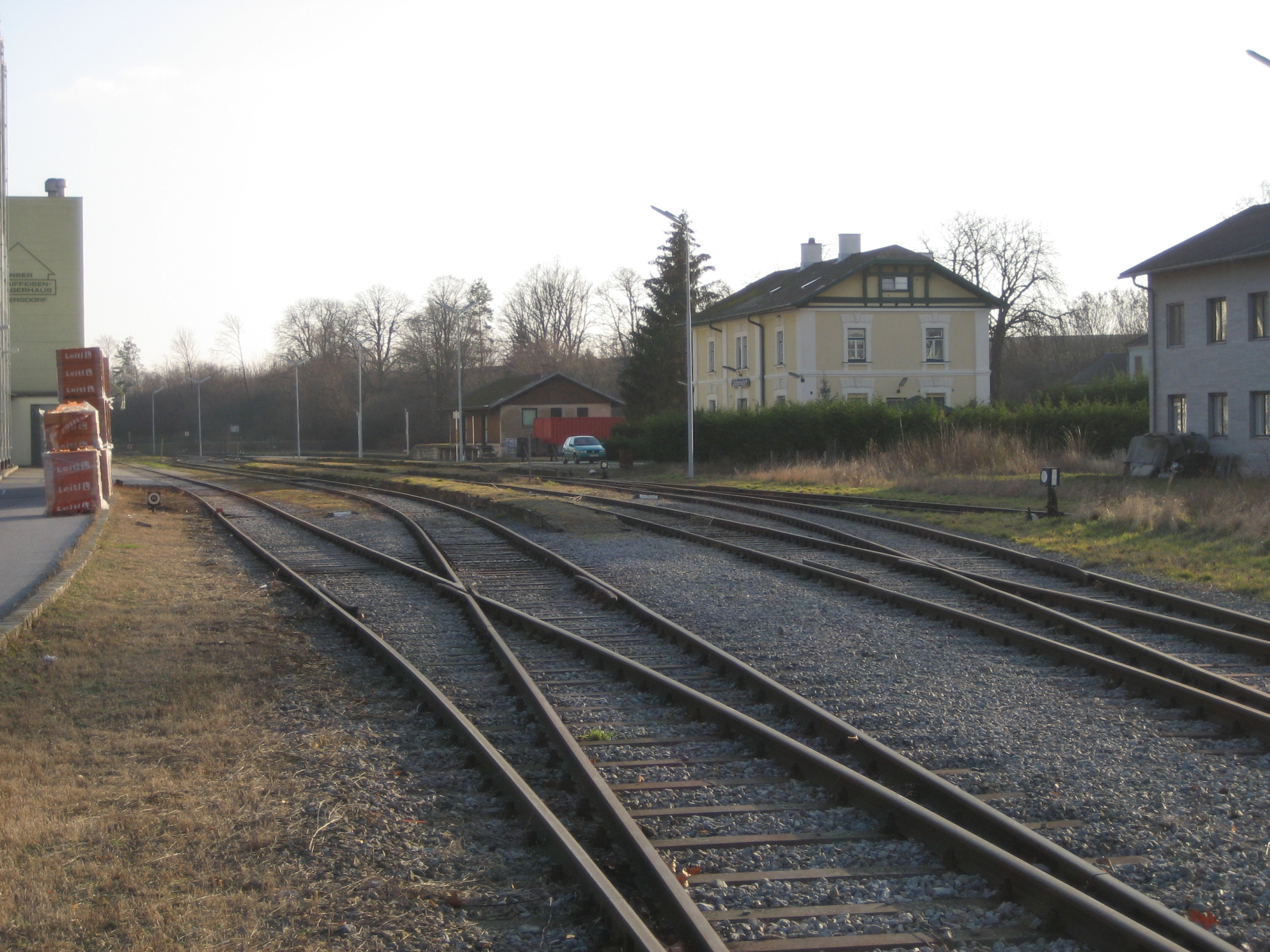
Bahnhof Zistersdorf
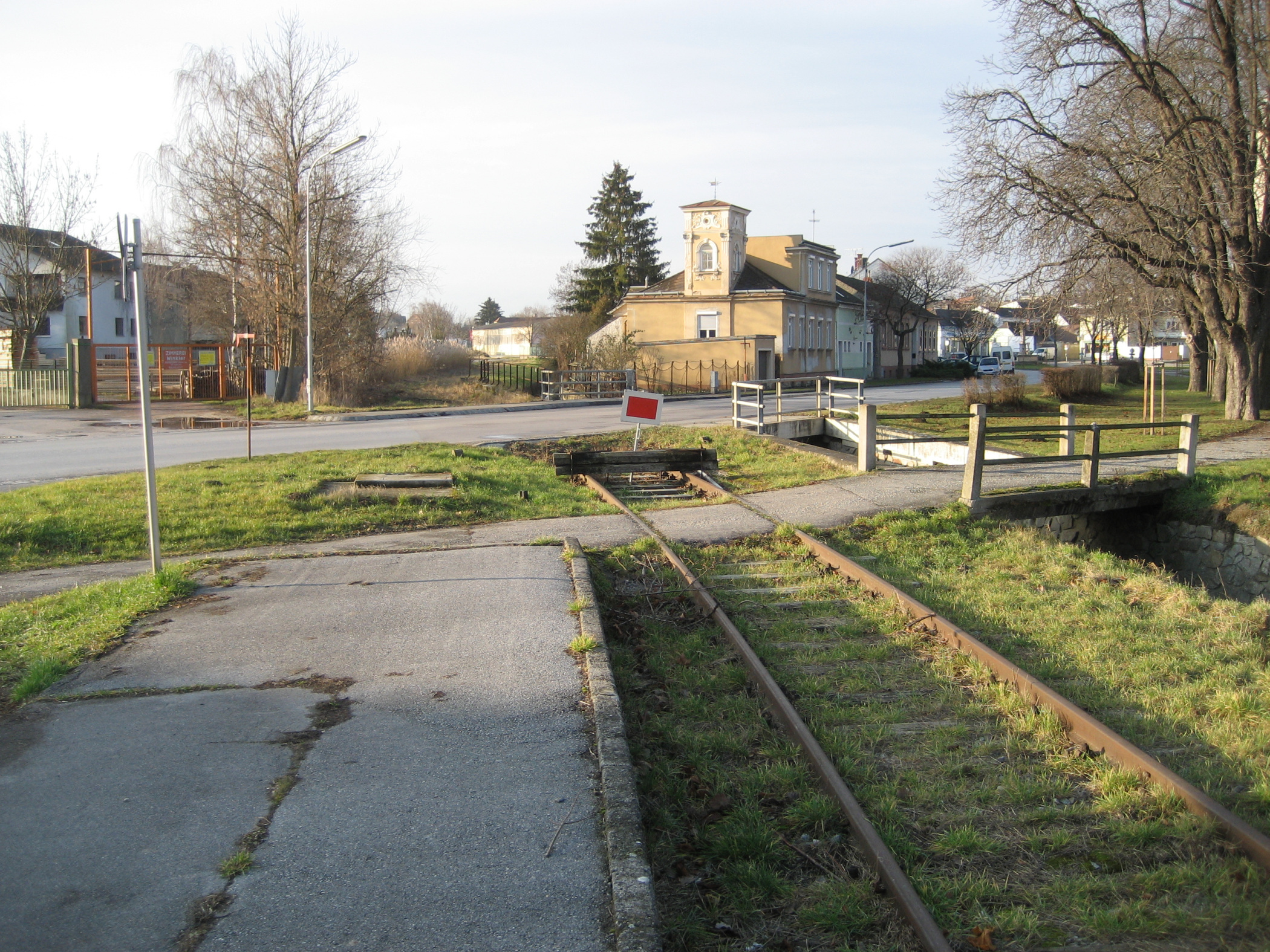
Provisorisches Streckenende bei Zistersdorf Stadt

## Streckenverlauf
Bad Pirawarth im Tal des Weidenbaches wird nordostwärts im Seitengraben des Klein-Harras-Bachs verlassen, um nicht nur den gleichnamigen Ort, sondern auch Hohenruppersdorf am Oberlauf des Baches zu erschließen. Durch das Hügelland des Weinviertels setzt die Bahnstrecke kurvenreich nun nach Sulz im Weinviertel im Tal des Sulzbachs über, das umgehend wieder durch die Hügel Richtung Loidesthal verlassen wird. Neuerlich wird ein Geländerücken zum Zistersdorfer Bach überfahren, um den ehemaligen Knotenbahnhof Zistersdorf zu erschließen. Von hier aus ging es dann recht geradlinig über die flachgewellte Anhöhe zum Zayatal bis Dobermannsdorf.